# Austruca
Austruca – rodzaj krabów z rodziny Ocypodidae.
Dorosłe z tego rodzaju osiągają około 15 mm szerokości karapaksu o gładkiej powierzchni i szerokim regionie frontalnym. Ich oczy mają zaokrąglone rogówki i osadzone są na smukłych słupkach ocznych. U samców szczypce są bardzo nierównej wielkości. Większe szczypce mają gładką zewnętrzną powierzchnię propoditu, pozbawioną wgłębienia u nasady palca nieruchomego oraz dystalnie przedłużoną panewkę karpopoditu, a ich palec ruchomy nie ma dużego ząbka subdystalnego. Na brzusznej stronie palca nieruchomego biec może żeberko. W pleonie (odwłoku) samca wszystkie segmenty są wolno połączone.
Kraby te występują wzdłuż wybrzeży Oceanu Indyjskiego i zachodniego Pacyfiku.
Należy tu 11 opisanych gatunków:
- Austruca albimana (Kossmann, 1877)
- Austruca annulipes (H. Milne Edwards, 1837)
- Austruca bengali (Crane, 1975)
- Austruca cryptica (Naderloo, Türkay et Chen, 2010)
- Austruca iranica (Pretzmann, 1971)
- Austruca lactea (De Haan, 1835)
- Austruca occidentalis (Naderloo, Schubart et Shih, 2016)
- Austruca mjoebergi (Rathbun, 1924)
- Austruca perplexa (H. Milne Edwards, 1852)
- Austruca sindensis (Alcock, 1900)
- Austruca triangularis (A. Milne-Edwards, 1873)